# Aoni Production
Aoni Production (青二プロダクション Aoni Purodakushon) é uma agência de talentos do Japão que representa um razoável número de seiyūs e outros artistas japoneses.